# Leilani Nathan
Pour les articles homonymes, voir Nathan.
Pas d'image ? Cliquez ici

a Compétitions nationales et continentales officielles uniquement.

b Matchs officiels uniquement.
Dernière mise à jour le 12 avril 2025.
Leilani Nathan, née le 20 juillet 2000 à Gosford (Australie), est une joueuse internationale australienne de rugby à XV évoluant au poste de troisième ligne aile.

## Biographie
Leilani Nathan naît le 20 juillet 2000 à Gosford en Australie.
En 2023, elle fait ses débuts avec les Waratahs en Super Rugby Women's. À l'automne 2023, Leilani Nathan participe en Nouvelle-Zélande au WXV sous les couleurs de l'Australie.

## Palmarès

### En franchise
- Vainqueur du Super Rugby Women's en 2024 et 2025.

### En équipe nationale
- Vainqueur du WXV 2 en 2024.